# Jens Koefoed
 For alternative betydninger, se Jens Koefoed (flertydig). (Se også artikler, som begynder med Jens Koefoed)
Jens Laasby Rottbøll Koefoed (8. december 1832 i København – 25. december 1913) var en dansk embedsmand.
Han var søn af gehejmekonferensråd, højesteretsassessor H.J. Koefoed og hustru, født Rottbøll. Han blev student fra Metropolitanskolen 1853, cand.jur. 1858, kancellist i  Udenrigsministeriet 1860, konstitueret legationssekretær i London 1868, statsrådssekretær 1883 og var meddirektør for Det Kongelige Vajsenhus. 
Han var formand i bestyrelsen for Dronning Louises Børnehospital; medlem af bestyrelserne for Samfundet og Hjemmet for Vanføre; Foreningen til Værn for enligt stillede Kvinder, Foreningen for Historie, Litteratur og Kunst og Foreningen 23. April 1882; direktør i det kvindelige velgørende Selskab og Medlem af tillidsrådet for Asylbestyrerindernes gensidige Hjælpeforening. 
Han var Storkors af Dannebrogordenen, Dannebrogsmand og bar en lang række udenlandske ordener.
Gift 1. gang med Ida, født Uldall (død 1869), 2. gang med Emmy, født 10. april 1843 i Næstved, datter af etatsråd, landfysikus Ove Høegh-Guldberg og hustru Hanne, født Bilsted.